# Шаховски турнир у Тилбургу
Супер турнир у Тилбургу је претходио супер турнирима у Бугојну и Линаресу. Одржавао се под покровитељством осигуравајуће компаније Interpolis.

### Победници турнира
| ГОДИНА | ПОБЕДНИК                                  | Држава                                           | Категорија турнира | Просечни рејтинг | Датум одржавања турнира       | Опис турнира |
| 1977.  | Анатолиј Карпов                           | Совјетски Савез                                  | 14                 | 2581             |                               | Турнир је окупио врхунске шахисте тог доба. Победио је Анатолиј Карпов са скором 8/11. Мајлс је био други (7/11), а Тиман је делио треће место са Хортом, Кавалеком и Хибнером. Велики број ремија је говорио о изједначености играча. Стотине гледалаца је дошло из Холандије, Белгије и Немачке да посматра мечеве на турниру. |
| 1978.  | Лајош Портиш                              | Мађарска                                         | 14                 | 2593             |                               | Ове године нису учествовали шахисти из Русије. Карпов и Корчној су играли свој меч, а предложене њихове замене нису прихваћене од стране организатора. Победио је Портиш (7/11) испред Тимана (6½), Мајлса, Хибнера и Џинџихашвилија.                                                                                            |
| 1979.  | Анатолиј Карпов                           | Совјетски Савез                                  | 15                 | 2605             |                               | Руси се враћају у Тилбург ове године: Карпов, Смислов и Романишин. Девет осталих учесника је било са највишим рејтингом. Карпов је победио (7½/11) испред Романишина (7/11) и Портиша (6½). |
| 1980.  | Анатолиј Карпов                           | Совјетски Савез                                  | 15                 | 2619             |                               | Дванаест играча је узело учешће. Победио је Карпов (7½/11) испред Портиша (7/11) и Тимана (6½/11). |
| 1981.  | Александар Бељавски                       | Совјетски Савез                                  | 15                 | 2608             |                               | Каспаров је дебитовао на овом турниру. Бељавски је победио са скором 7½/11 испред Петросјана (7/11), Портиша (6½/11) и Тимана (6½/11). Каспаров је на свом дебију освојио осмо место (5½/11). |
| 1982.  | Анатолиј Карпов                           | Совјетски Савез                                  | 14                 | 2599             |                               | Иако су организатори позвали на турнир младе шахисте Каспарова и Бељавског, шаховски савез СССР-а је послао Петросјана и Смислова. Победио је Карпов (7½/11) испред Тимана (7/11). Треће место су поделили Андерсон и Сосонко (6½/11).                                                                                           |
| 1983.  | Анатолиј Карпов                           | Совјетски Савез                                  | 15                 | 2613             |                               | Поново побеђује Карпов (7/11) испред Љубојевића и Портиша који су поделили друго место са скором од (6½/11). |
| 1984.  | Ентони Мајлс                              | УК                                               | 14                 | 2596             | 3. октобар - 17. октобар      | Побеђује Мајлс са скором од (8/11) тако да је изједначио рекорд Карпова из 1977. Хибнер, Тукмаков, Рибли и Бељавски су делили друго место са скором од 6½/11. |
| 1985.  | Виктор Корчној Роберт Хибнер Ентони Мајлс | Совјетски Савез, Швајцарска · Немачка · Енглеска | 15                 | 2603             | 28. август - 17. септембар    | Ове године је била нова поставка турнира. Осам велемајстора је играло по двоструком систему. Побеђује Мајлс са истим скором као Хибнер и Корчној (8½/14). |
| 1986.  | Александар Бељавски                       | Совјетски Савез, Словенија                       | 15                 | 2619             | 26. октобар - 6. новембар     | Побеђује Бељавски са скором од 8.5/14. Пола поена мање имао је Љубојевић који је изгубио обе партије од Бељавског. Поен мање је имао Карпов на трећем месту. |
| 1987.  | Јан Тиман                                 | Холандија                                        | 15                 | 2623             | 16. септембар - 6. октобар    | Тиман побеђује са скором 8½/14, пола поена више од Хибнера и Николића, а поеном више од Корчноја. |
| 1988.  | Анатолиј Карпов                           | Совјетски Савез                                  | 15                 | 2627             | 6. септембар - 28. септембар  | Карпов поново побеђује. Тоља је имао невероватан скор од 10½/14. Шорт га је следио са два поена мање. Хјартарсон, Николић и Тиман су делили треће место (7.0/14). |
| 1989.  | Гари Каспаров                             | Совјетски Савез                                  | 16                 | 2626             | 15. септембар - 2. октобар    | По други пут на турниру учествује Каспаров. Побеђује са рекордним скором од 12/14. Корчној је био други 3½ поена мање од првопласираног. |
| 1990.  | Василиј Иванчук Гата Камски               | Совјетски Савез · Совјетски Савез                | 16                 | 2643             | 7. септембар - 24. септембар  | Пошто су се Карпов и Каспаров борили за титулу светског шампиона побеђују млади Камски и Иванчук (8½/14). Следио их је Гељфанд са пола поена мање. Своју победу су прославили на необичан начин. Шеснаест девојака је играло око њих обасипајући их конфетама док се са разгласа чула песма „Ти имаш шеснаест“.                  |
| 1991.  | Гари Каспаров                             | Совјетски Савез                                  | 17                 | 2666             | 17. октобар - 4. новембар     | Петнаести Interpolis турнир је окупио све саме таленте. Побеђује светски првак Каспаров испред својих будућих изазивача Шорта и Ананда. Карпов је завршио на четвртом месту. |
| 1992.  | Мајкл Адамс                               | УК                                               |                    |                  | 8. октобар - 28. октобар      | Играли су се мини мечеви на испадање. Учешће је узело 111 такмичара. Четири играча је дошло до шестог кола и играли су по две партије по класичном систему у два дана. Темпо игре је био 40 потеза за 2 сата плус 1 сат за остале потезе. Гељфанд и Адамс су се квалификовали за финале. Побеђује Адамс.                         |
| 1993.  | Анатолиј Карпов                           | Русија                                           |                    |                  | 12. новембар - 3. децембар    | И ове године се играо турнир на испадање. Играчи су на почетку партије добијали 20 минута плус 10 секунди за сваки потез. Финале је било између Карпова и Иванчука. Карпов побеђује по седми пут на овом турниру. |
| 1994.  | Валериј Салов                             | Русија                                           |                    |                  | 10. септембар - 30. септембар | Ово је био последњи Interpolis турнир, као и претходне године на испадање. Салов у финалу побеђује Барејева са 1½-½. |

## "Fontys" шаховски турнир уТилбургу,Холандија(1996-1998)
Године 1995. турнир није одржан. Од 1996. добија ново име и новог спонзора.

### Победници турнира
| ГОДИНА | ПОБЕДНИК         | Држава     | Категорија турнира | Просечни рејтинг | Датум одржавања турнира    | Опис турнира |
| 1996.  | Борис Гељфанд    | Белорусија | 16                 | 2648             | 10. октобар - 23. октобар  | Побеђује Гељфанд са истим скором као другопласирани Пике (7/11), Широв је био трећи (6½), Ван Вели и Леко четврти (6), Карпов и Адамс пети (5½).                                           |
| 1997.  | Петар Свидлер    | Русија     | 17                 | 2667             | 27. септембар - 9. октобар | Овај турнир је донео обрачун између „старог“ шампиона Каспарова и 11 младих талената. Сензационални победник турнира је постао Петар Свидлер који је победио Каспарова у међусобном дуелу. |
| 1998.  | Вишванатан Ананд | Индија     | 18                 | 2680             | 23. октобар - 4. новембар  | Ананд и Леко су се борили за титулу победника турнира. Ананд побеђује (7½/11) испред Лека (7). Треће место су поделили Садлер, Звјагиншев и Крамник (6).                                   |